# Ẩm thực Ấn Độ

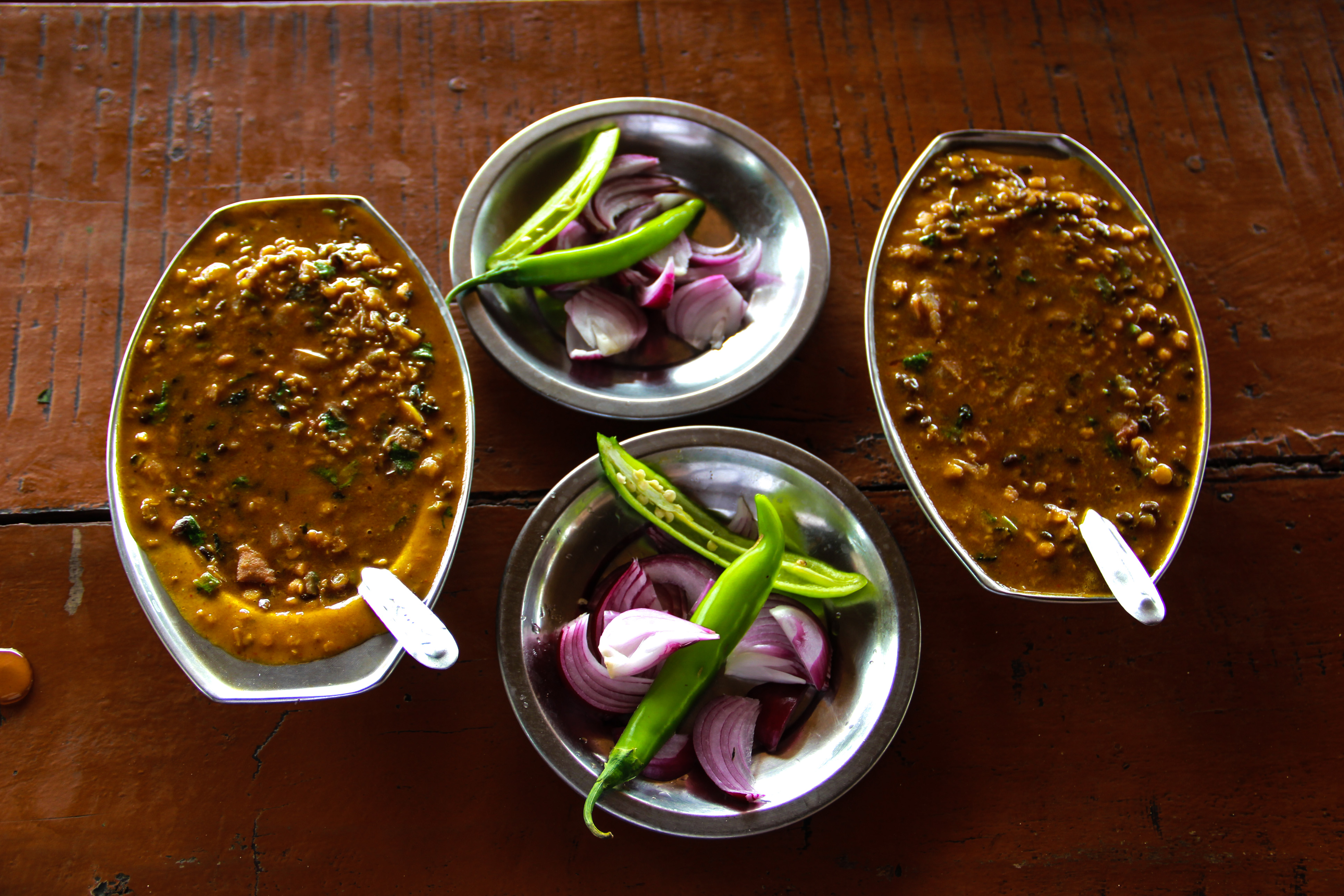
Cà ri Ấn Độ

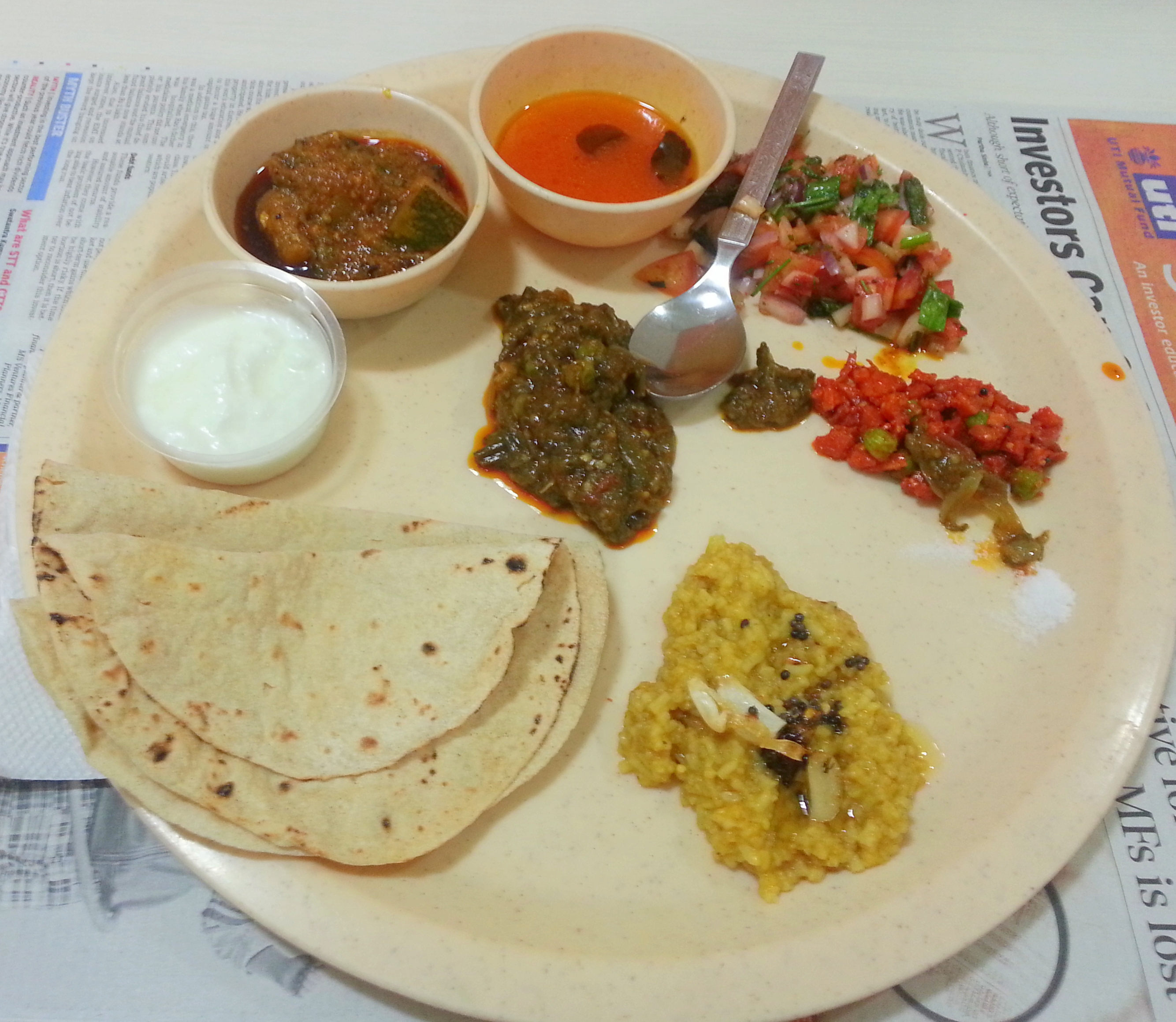
Một suất ăn bình dân ở Ấn Độ

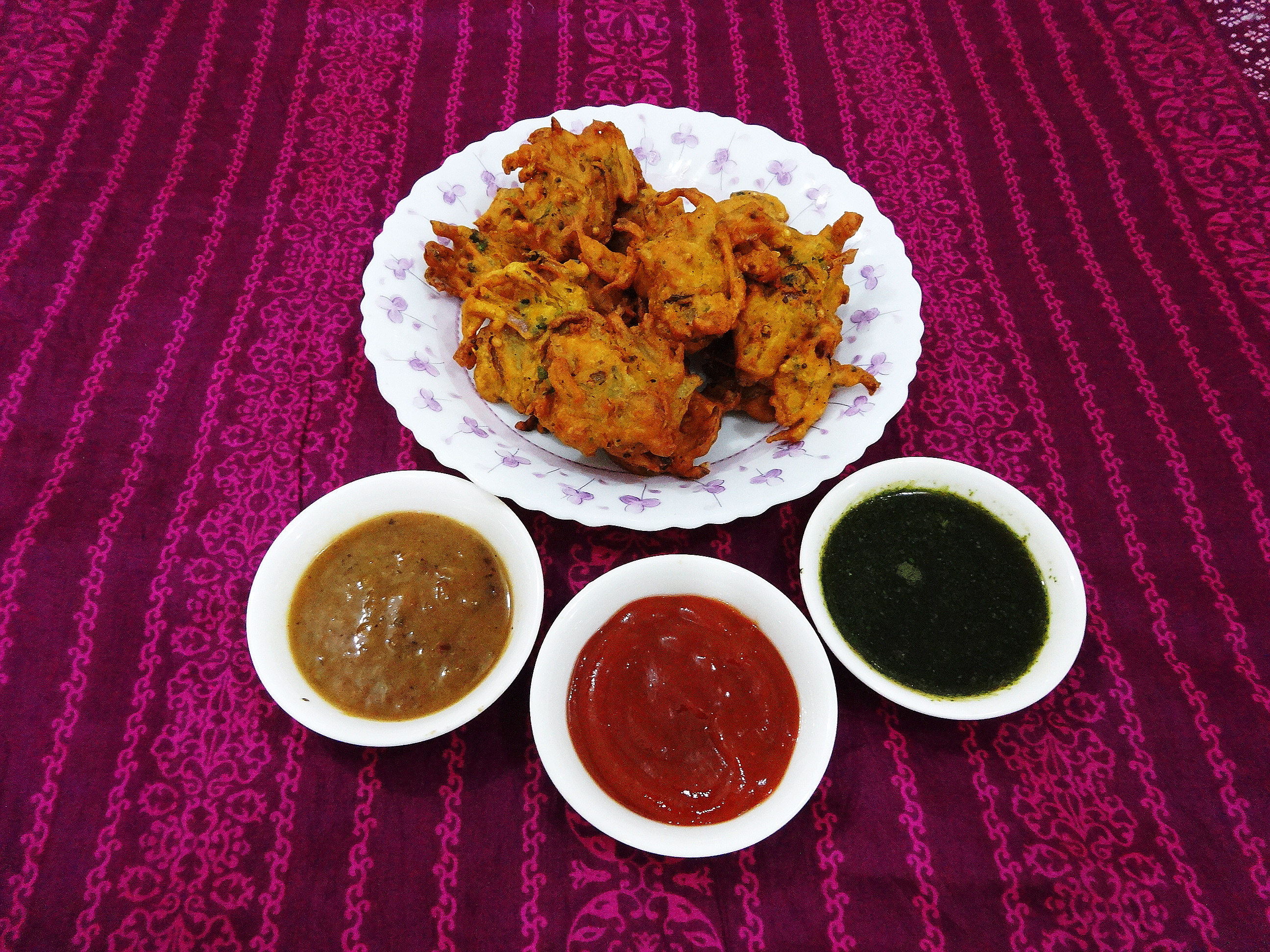
Onion Bhaji

Ẩm thực Ấn Độ có đặc trưng bởi việc sử dụng các loại gia vị, các loại rau gia vị và rau quả khác và đôi khi trái cây được trồng ở Ấn Độ và cũng như chế độ ăn chay phổ biến trong một bộ phận của xã hội Ấn Độ. Mỗi khu vực ở Ấn Độ có đặc trưng món ăn và kỹ thuật nấu ăn khác nhau. Kết quả là, phong cách ấm thực thay theo vùng, phản ánh cơ cấu nhân khẩu khác nhau của tiểu lục địa Ấn Độ đa dạng về sắc tộc. Ẩm thực Ấn Độ được biết đến với những món ăn có hương liệu và gia vị cay nồng, điển hình là món cà ri, đất nước này cũng nổi tiếng về các món chay.
Niềm tin tôn giáo và văn hóa Ấn Độ đã đóng một vai trò có ảnh hưởng trong sự tiến hóa của ẩm thực của quốc gia này. Tuy nhiên, ẩm thực trên khắp Ấn Độ cũng đã tiến hóa do sự tương tác văn hóa quy mô lớn của tiểu lục địa này đồi với Hy Lạp cổ đại, Ba Tư, Mông Cổ và Tây Á, khiến cho ẩm thực quốc gia này có một nét độc đáo pha trộn của các nền ẩm thực khác nhau trên khắp châu Á. Mậu dịch gia vị giữa Ấn Độ và châu Âu thường được xem như là chất xúc tác chính cho Thời đại Khám phá của châu Âu. Thời kỳ thuộc địa đã giúp du nhập phong cách ẩm thực châu Âu đến với Ấn Độ và làm gia tăng tính linh hoạt và tính đa dạng của ẩm thực Ấn Độ . Ẩm thực Ấn Độ đã có một ảnh hưởng đáng kể đối với các nền ẩm thực trên toàn thế giới, đặc biệt là đối với các quốc gia Đông Nam Á.

## Các món
- Cà ri Ấn Độ là món ăn và hương vị được biết đến rộng rãi nhất, ví dụ như món cà ri cừu/cà ri dê
- Biryani hay Briyani là món cơm trộn Ấn Độ hay còn gọi là Cơm nị
- Tikka một món nướng
- Chapati một món bánh mì của Ấn Độ
- Raita một món bánh mì bơ tỏi
- Naan
- Aloo gobi
- Aloo gosht
- Bhaji
- Dal makhani là món đậu lăng nấu bơ
- Dhana jiru
- Gà nướng lò đất Tandoori
- Gà Tikka
- Gà Tikka Masala
- Tikka
- Lassi là món sữa chua Ấn Độ
- Masala chai là món trà Ấn Độ
- Pakora (Gobi pakora)
- Tandoori là món nướng lò đất (Tandoori Rotti)
- Bhurji
- Bhindi Masala
- Basmati
- Bundi Raita
- Dalhi
- Pilao
- Zeera
- Aloo paratha
- Laccha
- Keema
- Aloo naan
- Paneer một món sữa chua
- Methi
- Saag
- Gohst
- Malaikofta

## Hình ảnh

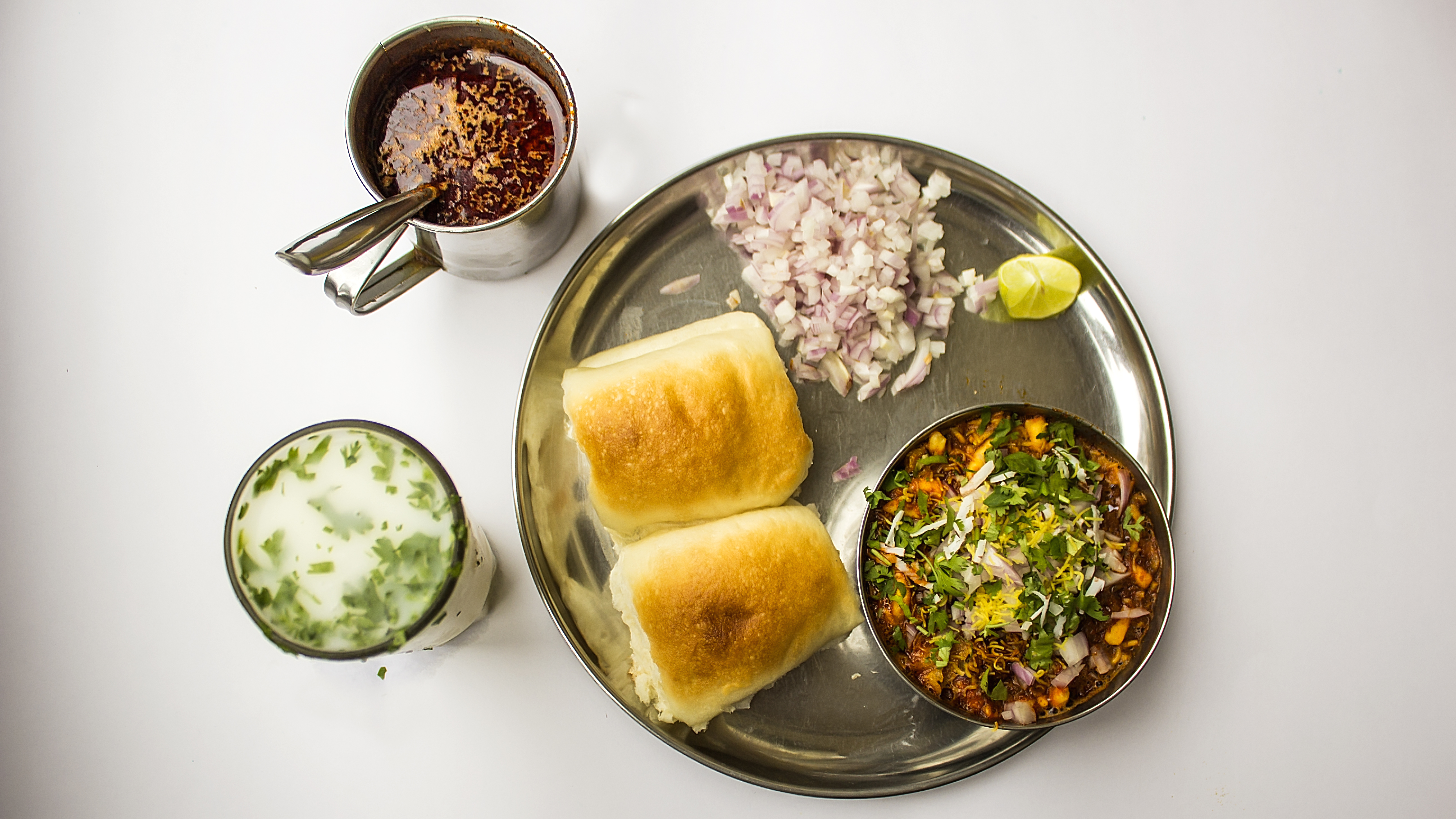
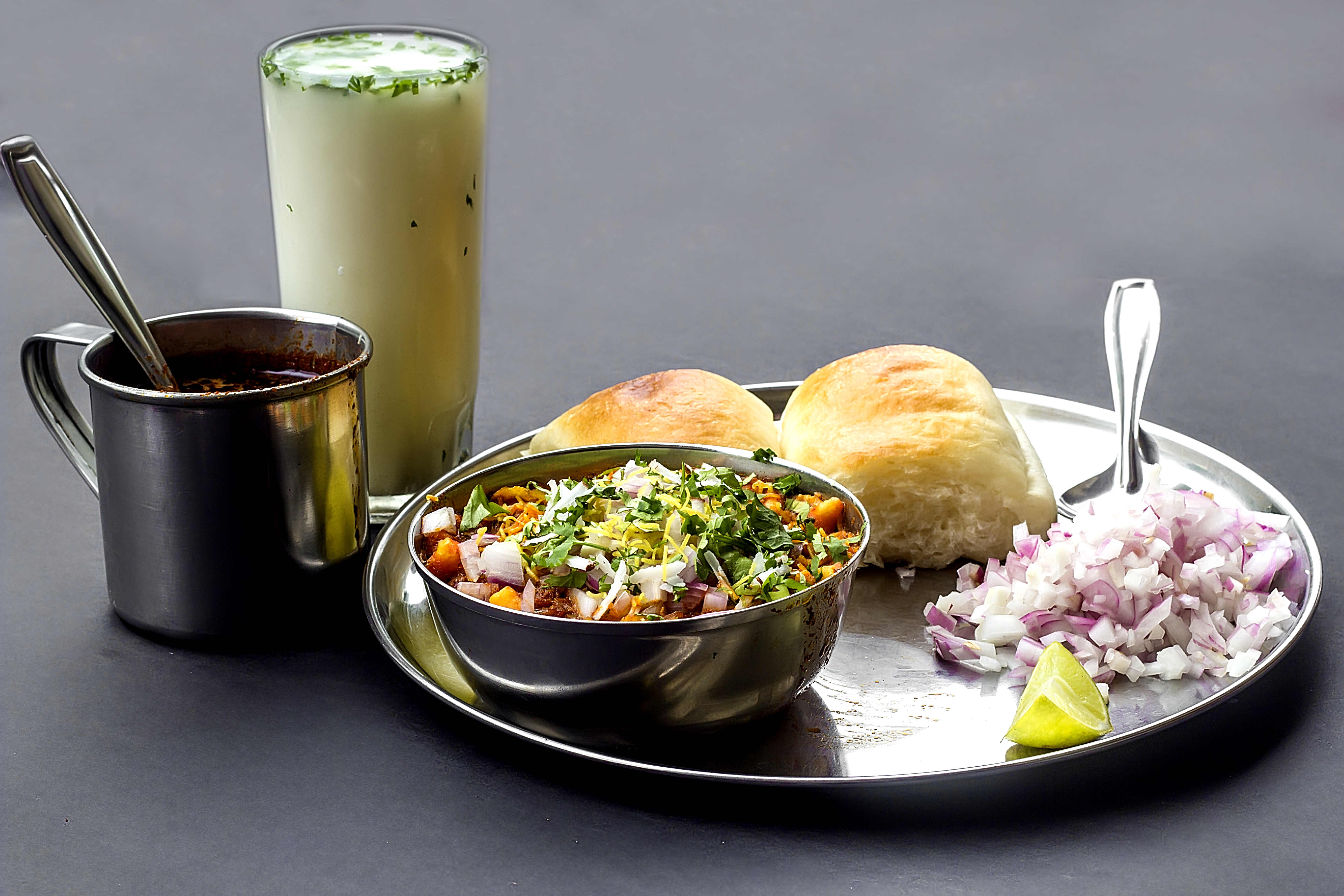
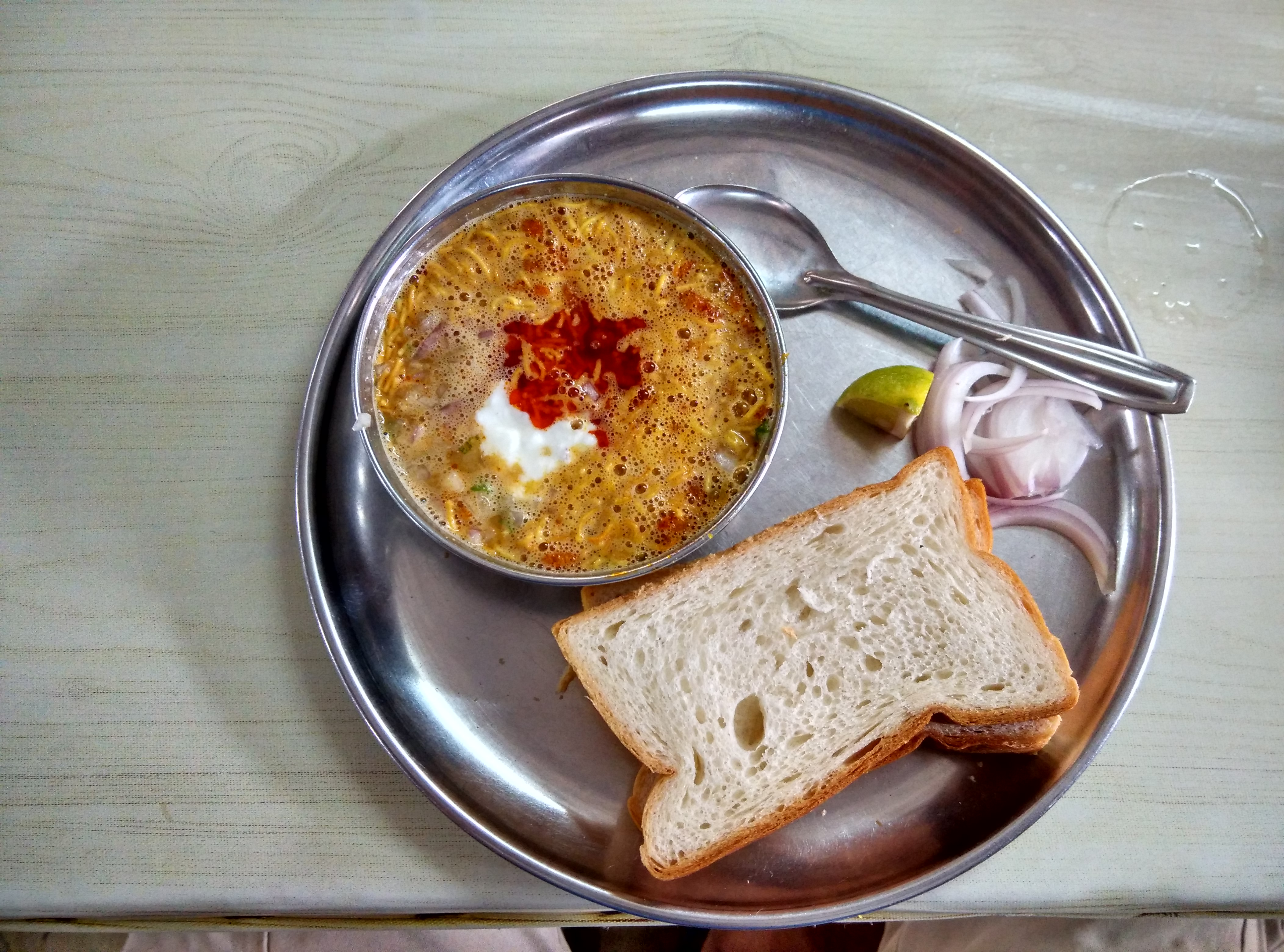
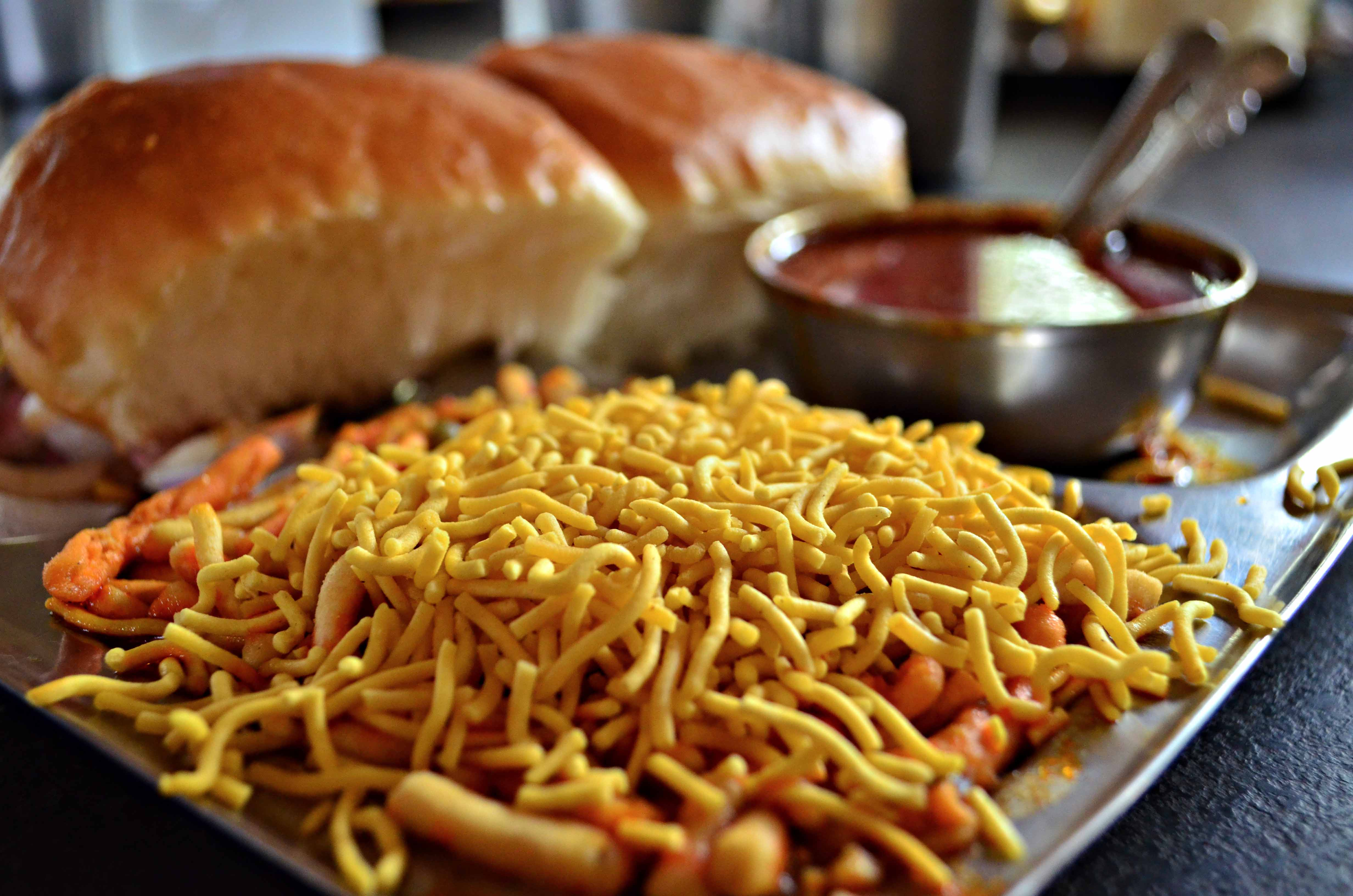